# ベアメタルサーバ
ベアメタルサーバ（英: bare-metal server）は、1つのテナント（顧客）のみをホストするコンピュータサーバのこと。この用語は、複数のテナントをホストでき、仮想化とクラウドホスティングを利用するサーバを区別するために使用される。サーバは通常、テナントのために任意の量のリソースを割いて作業を実行することも、複数の同時テナントをホストすることもできるが、ベアメタルサーバでは完全に1つのテナント専用として利用する。データセンター内のサーバとは異なり、ベアメタルサーバは複数の顧客間で共有されていない。
ベアメタルサーバは物理サーバである。レンタル用に提供される各サーバは、それ自体が別個の物理的サーバハードウェアであり、複数の共有ハードウェアで実行されている仮想サーバではない。

## 仮想化の進化
かつて、すべてのサーバはベアメタルサーバであった。サーバはオンプレミスに保持され、多くの場合、サーバを使用および運用する組織に属していた。タイムシェアリングを可能にするために、オペレーティングシステムが非常に早い段階（1960年代初頭）に開発された。単一の大型コンピュータ、メインフレームまたはミニコンは通常、一元化された場所に収容され、それらのサービスは電算機計算センターを通じて共有されていた。1980年代の安価なコモディティPCへの移行は、市場が拡大するにつれてこれを変え、ほとんどの組織は、たとえごく小規模であっても独自のコンピュータを購入またはリースし始めた。1990年代のインターネット、特にWebの人気の高まりにより、多くの顧客が単一サーバの機能を共有するデータセンターでのホスティングが促進された。現時点での小規模なWebサーバは、ハードウェアのコストよりも接続のコストが高いことが多く、この集中化を促進している。HTTP 1.1の仮想ホスティング機能により、同じサーバ上で多くのWebサイトを簡単に共同ホストすることもできた。
2000年頃、または商業的に実用的な用語で2005年から、仮想サーバの使用、次にクラウドホスティングへの関心が高まり、Infrastructure as a Serviceにより、サーバハードウェアではなくコンピューティングサービスが代替可能な商品になった。また、より大規模な物理サーバでホストされる多くの仮想マシンを提供できるハイパーバイザが開発された。複数のユーザーの負荷パターンは、個々のユーザーよりも全体的に分散していると長い間認識されてきたため、これらの仮想マシンは、物理ハードウェアとそのコストをより効率的に使用できると同時に、単純なコストシェアよりも個々のパフォーマンスが高いように見える。

## ベアメタルの支持
ハイパーバイザはテナント間を分離するが、それでも他のテナントから影響を受ける場合もある。物理サーバがマルチテナントの場合、1つのテナントからの負荷のピークにより、他のテナントに一時的に影響を与えるのに十分なマシンリソースが消費される可能性がある。それ以外の場合、テナントは分離されているため、これを管理または負荷分散することも困難である。ベアメタルサーバを単一のテナントで使用すれば、これを回避できる。さらに、ハイパーバイザは分離が弱く、個別のマシンを使用する場合と比較して、セキュリティの観点からはるかにリスクが高くなる。攻撃者は常に分離ソフトウェア（ハイパーバイザなど）に脆弱性を発見しており、秘密チャネルは物理的に分離されたマシンなしでは対抗するのが現実的ではなく、共有ハードウェアはRowhammer、Spectre、Meltdownなどのハードウェア保護メカニズムの欠陥に対して脆弱である。繰り返しになるが、サーバのコストは管理オーバーヘッドに対する総所有コストの割合として低下しているため、「問題にハードウェアを投入する」という従来のソリューションが再び実現可能になってきている。

## ベアメタルクラウドホスティング
ハーパーバイザを実行しないベアメタルサーバは仮想化されていない -- しかし、引き続きクラウドのようなサービスモデルで提供が可能だ。—Adrian Bridgwater, Computer Weekly
Infrastructure as a Service (IaaS)、特にInfrastructure as Codeを通じて、ホスティングを便利に管理できるようにする多くの利点がある。クラウドホスティングとベアメタルサーバの両方の機能を組み合わせることで、パフォーマンスの利点を伝えながら、これらのほとんどを提供する。
一部のベアメタルクラウドサーバは、ハイパーバイザまたはコンテナを実行する場合がある。たとえば、メンテナンスを簡素化したり、分離の追加レイヤーを提供する。 